# Cseh Tamás-diszkográfia
Ez a lap Cseh Tamás magyar előadóművész, énekes zenei kiadványainak diszkográfiája.
Teljes, pontos zenei diszkográfia: összes LP, EP és CD
- 01. Psaume Rouge (Franciaország) LP Polydor 2393049 GU 1971
- 02. Psaume Rouge (Franciaország) EP Polydor 2056 193 1972
- 03. Levél nővéremnek LP Pepita SLPX 17 524 1977
- 04. Antoine és Désiré LP Pepita SLPX 17 548 1978
- 05. Antoine és Désiré történelemkönyve EP Pepita SPS 70 313 1978
- 06. Fehér babák takarodója LP Pepita SLPX 17 595 1979
- 07. Műcsarnok LP Pepita SLPX 17 656 1981
- 08. Hernádi Judit: Sohase mondd LP Pepita SLPX 17 718 1982
- 09. Hobo Blues Band: Még élünk LP Favorit SLPM 17 754 1983
- 10. Frontátvonulás LP Krém SLPX 17 756 1983
- 11. Frontátvonulás CD Mega HCD 17 756 1995
- 12. Jóslat LP Krém SLPM 17 857 1984
- 13. Cimbora (versek, dalok gyerekeknek) LP Hungaroton SLPX 13 943 1984
- 14. Cimbora (versek, dalok gyerekeknek) CD Hungaroton HCD 14 329 2005
- 15. Törőcsik Mari: Micsoda útjaim LP Krém SLPX 17 898    1985
- 16. Márta István: Támad a szél LP Krém SLPX 17 963 1987
- 17. István Márta: Sound In Sound Out CD Hungaroton HCD 31 829 1998
- 18. István Márta: The Wind Rises (Angliában, USA-nyomás) CD ReR Records SD 1 1998
- 19. Utóirat 2 LP Hungaroton SLPX 14 061 1987
- 20. Mélyrepülés LP Hungaroton SLPX 14 114 1988
- 21. Vasárnapi nép (koncertlemez) LP Hungaroton SLPX 14 155 1989
- 22. Cseh Tamás – Bereményi Géza: Válogatáslemez CD Hungaroton HCD 14 175 1990
- 23. Kaláka: Szabad-e bejönni ide betlehemmel? LP Hungaroton SLPX 14 182 1990
- 24. Kaláka: Szabad-e bejönni ide betlehemmel? CD Hungaroton HCD 14 182 1997
- 25. Új dalok LP Hungaroton SLPX 14 186 1990
- 26. Koncz Zsuzsa: Illúzió nélkül LP QUINT QUI 106 001 1991
- 27. Hobo: Magyarország messzire van LP Hungaroton SLPX 14 208 1991
- 28. Koncz Zsuzsa: XXX. Jubileumi koncert CD EMI-Quint QUI 906029-2 1992
- 29. Nyugati pályaudvar CD Mega HCD 37 704 1993
- 30. Levél nővéremnek 2. CD Mega HCD 37 775 1994
- 31. Csinibaba (filmzene) CD Bouvard & Pécuchet Rec. 1996
- 32. A telihold dalai CD Royal Records 97 001 1997
- 33. The Best Of MEGAFILM (promóciós CD) CD Megafilm 98003 1998
- 34. „6:3 avagy, Játszd újra Tutti” (filmzene) CD Megafilm CDMF 9901 1999
- 35. SZÓMADÁR a szélóceánok fölött Etnofon ER-CD 034    2000
- 36. Republic–Cseh Tamás: Levélváltás (6 számos promóciós CD) CD Magneoton 8573-81720-2 1999
- 37. Republic–Cseh Tamás: Levélváltás CD Magneoton-Warner 857-82388-2 2000
- 38. Magyar katonadalok és énekek a XX. századból 2 CD Mega 2000/1 2000
- 39. Katonadalok (könyvmelléklet) CD Gryllus GCD 055 2006
- 40. 100 Szerelmes dal 5 CD Reader’s Digest 0102-01-05 2001
- 41. Udvaros Dorottya: 101 Kiskutya dalok CD Gryllus GCD 029 2002
- 42. Jóslat a Metrón CD Intuison IR 002-D 2003
- 43. A véletlen szavai CD Intuison IR 005-D 2004
- 44. A véletlen szavai CD Hungaroton HCD 71 249 2009
- 45. Ady (könyvmelléklet) CD Gryllus GCD 037 2004
- 46. Az igazi levél nővéremnek CD Intuison IR 007-D 2004
- 47. Örökzöld slágerek – híres magyar szerzőpárosoktól 5 CD Reader’s Digest 05052-1-5 2005
- 48. Hernádi Judit: Ráadás (válogatás) CD Hungaroton HCD 71 203 2006
- 49. Szabadság, szerelem (filmzene-ráadás) CD mTom 5101-18433-2 2006
- 50. Dönci Project: Dixi emlékalbum CD FF FilmMusic B 687582 2006
- 51. Esszencia (válogatás) 2 CD Hungaroton HCD 71 206-07 2007
- 52. A csillagokkal táncoló Kojot (indián mesék) CD Hungaroton HCD 14 340 2007
- 53. Ünnepeink (dalok, népszokások, népénekek) 3 CD Etnofon ER – CD 092 2008
- 54. Fel nagy örömre (8 számos karácsonyi) CD Gryllus GCD 079 2008
- 55. Karácsony 2008 (lapmelléklet, 5 dalos karácsonyi CD) CD Gryllus GCD 084 2008
- 56. Ózdi koncert '96 CD Life7 produkció magánkiadás 2008
- 57. A DAL nélkül... CD Hungaroton HCD 71 248 2009
- 58. Titkos dalok (CD I., CD II., külön-külön dobozos kiadvány) 2 CD MIRAX 2009
- 59. Titkos dalok (díszdobozos DVD melléklete) 2 CD MIRAX 2009
- 60. APA (Dalok apukáknak) CD Sony Music 2009
- 61. Dalok a mennyből (Tisztelgés az elhunyt rockcsillagok előtt) CD Hungaroton HCD 71 258 2010
- 62. Eszembe jutottál (Főhajtás Cseh Tamás előtt) CD Etnofon Records ER-CD 103 2012

A vastag betűs Cseh Tamás „hivatalos” sor-lemeze, míg a többin közreműködő vagy vendég, filmzene, illetve egyéb kiadvány. Minden LP megjelent CD-formában is, kivétel az 1989-es „Vasárnapi nép”, melyből eddig csak „bakelit” létezik.
A listán csak az első kiadású hanghordozó–típus szerepel, ha teljes egyezést mutat (az LP és a CD) hang és borító tekintetében. Eltérések esetében a lista az alábbi példa szerint alakul:
- 10. Frontátvonulás LP 1983 (Első, eredeti kiadás LP-n)
- 11. Frontátvonulás CD 1995 (A CD-változat borítója más, módosították)
- 13. Cimbora LP 1984 (Egy két LP-ből álló „sorozat-kiadvány” első lemeze)
- 14. Cimbora CD 2005 (A két LP-s sorozat egy CD-re szerkesztett kiadvány)
- 16. Márta István: Támad a szél LP 1987 (Első eredeti kiadás LP-n, játékidő: 35’ 30’’)
- 17. István Márta: Sound In Sound Out CD 1998 (Az LP-től eltérő borító, kibővített zenei anyag, játékidő: 63’13’’)
- 18. István Márta: The Wind Rises CD 1998 (Angol kiadású CD, az LP-től eltérő borító, de zeneileg ugyanaz)
- 23. Kaláka: Szabad-e bejönni ide… LP 1990 (Eredeti első kiadás LP-n)
- 24. Kaláka: Szabad-e bejönni ide… CD 1997 (Módosítás a borítón, és a zenei anyag 8 perccel több)
- 37. Magyar katonadalok és énekek… 2 CD 2000 (Első kiadás dupla CD-n)
- 38. Katonadalok (könyvmelléklet) CD 2006 (Az első kiadású dupla CD-ről egy CD-nyi válogatás)
- 42. A véletlen szavai CD 2004 (Első kiadás az Intuison kiadótól, 2004-ben)
- 43. A véletlen szavai CD 2009 (A második kiadás jogát a Hungaroton vette meg 2009-ben, és a CD-re rákerült digitális formában a „szövegkönyv” is.)